# Ship of Fools (filme)
Ship of Fools (br A Nau dos Insensatos; pt A Nave dos Loucos) é um filme estadunidense de 1965, do gênero drama, dirigido por Stanley Kramer, baseado no livro homônimo de Katherine Anne Porter.
Conta as histórias superpostas de vários passageiros a bordo de um transatlântico no início dos anos 1930. 
Trata-se do último trabalho de Vivien Leigh no cinema.

## Elenco
- Vivien Leigh ...  Mary Treadwell
- Simone Signoret ...  La Contessa
- José Ferrer ...  Siegfried Rieber
- Lee Marvin ...  Bill Tenny
- Oskar Werner ...  Willie Schumann
- Elizabeth Ashley ...  Jenny Brown
- George Segal ...  David
- José Greco ...  Pepe
- Michael Dunn ...  Carl Glocken
- Charles Korvin ...  Capt. Thiele
- Heinz Rühmann ...  Julius Lowenthal
- Lilia Skala ...  Frau Hutten
- Barbara Luna ...  Amparo
- Christiane Schmidtmer ...  Lizzi Spokentidler
- Alf Kjellin ...  Freytag